# Autogolpe de Estado de Perú de 1992
El autogolpe de Estado de Perú de 1992 o Fujimorazo fue un quiebre del orden constitucional y democrático previo ejecutado en ese país el 5 de abril de 1992 por parte del entonces presidente Alberto Fujimori. A finales de noviembre de 1991, tras confrontaciones con la oposición en el Congreso, Fujimori inició la planeación del autogolpe que se llevó a cabo en la noche del domingo 5 de abril durante la cual se disolvió, de forma inconstitucional, ambas cámaras del Congreso de la República, se intervino el Poder Judicial, el Ministerio Público, el Consejo Nacional de la Magistratura, la Contraloría General de la República, el Banco Central de Reserva, se disolvió el Tribunal de Garantías Constitucionales, los gobiernos regionales y se intervino militarmente los principales medios de comunicación. Como resultado, se instauró el denominado «Gobierno de Emergencia y Reconstrucción Nacional».
Máximo San Román, entonces vicepresidente, fue declarado por el disuelto congreso como nuevo presidente de la república. Antes de ello, debido a que San Román se encontraba en República Dominicana durante el autogolpe, fue juramentado como presidente Carlos García y García, quien era segundo vicepresidente. A pesar de ser un quiebre democrático, el autogolpe contó con apoyo popular, aunque no de Estados Unidos ni de la OEA, quienes presionaron para el retorno a la democracia y la participación activa de la oposición en la vida política nacional.
Tras diversas gestiones y presiones, el 18 de mayo de 1992, Fujimori anunció la convocatoria a un Congreso Constituyente Democrático para la realización de una nueva constitución, acción que la comunidad internacional y la oposición percibieron como un proceso de retorno a la democracia por un tiempo. Posteriormente, en reacción al autogolpe, en noviembre de dicho año se intentó un contragolpe de Estado al mando del general Jaime Salinas, que fracasó.

## Contexto
Para el año 1990, el Perú pasaba por una hiperinflación heredada del primer gobierno de Alan García y los atentados terroristas realizados por Sendero Luminoso (liderado por Abimael Guzmán) y el MRTA (liderado por Víctor Polay Campos), quienes buscaban obtener el poder mediante el uso del terror. En las elecciones de dicho año el candidato prevalente era Mario Vargas Llosa del FREDEMO. Sin embargo, Alberto Fujimori, de Cambio 90, llegó a pasar a la segunda vuelta derrotando finalmente a Vargas Llosa.
Antes de iniciarse las elecciones, un sector de las Fuerzas Armadas desarrolló un proyecto clandestino denominado como «Plan Verde», que tenía como fin la realización de un golpe de Estado contra el saliente gobierno de García. Sin embargo, la presunta relación del autogolpe de Fujimori con el referido plan es controversial.

## Hechos previos

### Fricciones entre el parlamento y el gobierno
Después de las elecciones de 1990, Cambio 90, el partido oficialista, no obtuvo mayoría en el Congreso de la República —Cámara de Diputados y Senado— frente a las mayorías relativas del Partido Aprista Peruano (PAP) y el FREDEMO. Incluso, se produjo un conflicto entre Fujimori y los evangélicos, que llevó a la expulsión o salida voluntaria de dos senadores y diez diputados del oficialismo. Paralelamente, Máximo San Román,  empezó a distanciarse de Fujimori y acercarse a la oposición en el parlamento. Los conflictos entre el congreso y la presidencia empezaron a escalar. Entre noviembre de 1990 y enero de 1991, se inició un conflicto entre ambas partes debido al presupuesto de 1991 ya que Fujimori planteaba el equilibrio presupuestal mientras la oposición planteaba un presupuesto con déficit. Ante ello, Fujimori hizo uso de su facultad presidencial para emitir un decreto supremo de urgencia que suspendía los puntos agregados o modificados por la oposición. De esta forma, Fujimori promulgó el presupuesto según su directriz. En noviembre de 1990, se empezó a difundir el rumor de una posible vacancia por parte de la oposición hacia Fujimori usando la denuncia de evasión de impuestos que se presentara contra él durante la campaña de 1990. En marzo de 1991, en Caretas, se difundió la noticia de que algunos congresistas estaban estudiando la posibilidad de la destitución presidencial. Sin embargo, para la primera mitad de 1991, la oposición y Fujimori no llegaron a enfrentarse de manera definitiva debido a la formación de alianzas provisionales del gobierno con algunas figuras de la oposición aprovechando puntos coincidentes.
En septiembre de 1991, tras el incidente resultante de la invasión de tropas ecuatorianas a territorio peruano, una parte de la oposición planteó la responsabilidad política del presidente en la forma en que se había resuelto el incidente planteando, de esta forma, la posibilidad de destituir a Fujimori. Aunque la destitución no contó con el apoyo de la mayoría del parlamento, esto hizo que Fujimori desconfiara de la oposición. En octubre del mismo año, se aprobó la acusación constitucional contra Alan García por enriquecimiento ilícito, lo que llevó a la ruptura entre el PAP y el oficialismo, aunque el PAP ya se estaba distanciando del gobierno desde principios de dicho año. Para la segunda mitad de 1991, las alianzas empezaron a resquebrajarse, en especial tras la aprobación de la acusación contra García.
A finales de octubre de 1991, se aprobó el proyecto de la Ley de Control Parlamentario de los Actos Normativos del Presidente de la República (Ley N.º 25397), mediante la cual el congreso podía anular las disposiciones que promulgara el presidente mediante sus facultades constitucionales. Esta decisión fue planteada luego del uso que realizara Fujimori de sus facultades para suspender las modificaciones realizadas por el congreso sobre el presupuesto de 1991 además de la firma, sin consulta de la oposición, del Convenio de Colaboración en el Control de Drogas con los Estados Unidos. El proyecto de ley encontró la oposición de Fujimori, quien argumentó que dicha ley mutilaba las facultades presidenciales establecidas por la Constitución de 1979. La ley terminó siendo aprobada en diciembre de aquel año.

### Confrontación abierta

#### Los decretos antisubversivos
La ruptura definitiva entre el congreso y el ejecutivo se dio en noviembre de 1991. Previamente, en mayo de 1991, el congreso había facultado al gobierno la emisión de decretos legislativos referentes a la creación de empleo, la inversión privada y la pacificación nacional con plazo hasta noviembre de dicho año. Para noviembre, Fujimori había publicado 117 decretos, siendo 83 publicados en noviembre. Sin embargo, el conflicto inició debido a las críticas de la oposición sobre el contenido de los referidos decretos, señalando que se había fortalecido las facultades del Estado y las Fuerzas Armadas permitiendo, incluso, el encarcelamiento de aquellos que difundieran por medios de comunicación la información confidencial del gobierno. Ante ello, Fujimori defendió los decretos como una medida de urgencia ante el accionar de Sendero Luminoso y el MRTA, criticando que la oposición, cuando fue convocada en mayo de 1991 (por sugerencia de Hernando de Soto) no había realizado alguna propuesta concreta. Además, criticó que el congreso no lograba ponerse de acuerdo sobre temas relacionados con la lucha antiterrorista, con muchas de las sesiones claves sin llegar al cuórum suficiente para la aprobación de leyes. Fujimori consideró al parlamento, entonces, como obstruccionista. La oposición, mientras tanto, derogó o modificó 15 de los 40 decretos antisubversivos, lo que llevó a Fujimori a criticar la labor del congreso ya que, para él, la política antisubversiva había sufrido un fuerte retroceso. Al mismo tiempo, la oposición, que revisaba exhaustivamente el paquete de decretos legislativos expedidos por el ejecutivo, se sintió ofendida porque el presidente había observado más de doce autógrafas de ley dadas por el Legislativo. Asimismo, una comisión del senado investigaba el caso Barrios Altos, por los que, años después, fue juzgado y condenado Fujimori.

#### La censura al ministro de agricultura
Tras la aprobación de la Ley de Control, Fujimori se vio impedido de usar sus facultades presidenciales por lo que aprobó el presupuesto de 1992, de naturaleza deficitaria. Además, en noviembre de 1991, fue aprobada por la oposición la Ley de Emergencia Agraria orientada al sector agrario. Esto provocó las críticas de Fujimori ya que dicha medida hacía que el Estado incurriera en déficit fiscal. A principios de diciembre de 1991, Fujimori declaró que la oposición era partidista y que «convendría quizás que haya un emperador y que pase por lo menos 10 años resolviendo problemas». Esto provocó que la oposición censurara al ministro de agricultura, Enrique Rossl Link. Sin embargo, debido a que la constitución no especificaba el tiempo en la que el presidente aceptara la carta de renuncia de un ministro censurado, Rossl permaneció dos semanas en el cargo.

#### Moción al presidente
La derogación de un decreto antisubversivo relacionado con el lavado de dinero proveniente del narcotráfico hizo que Fujimori, en diciembre de 1991, criticara a la oposición afirmando la existencia de un lobby de los cárteles en el congreso. Esto hizo que se aprobara una moción crítica al presidente que se elaboró incluyendo el artículo 206 de la constitución, que se refería a las causales de vacancia. Dicha moción fue presentada por un integrante de Acción Popular. El PAP, por su parte, propuso una moción similar que fue rechazada gracias a las gestiones del Partido Popular Cristiano, quienes temían que una vez destituido Fujimori se podría producir un golpe de Estado.

#### Influencia aprista en las instituciones
Mientras tanto, la fiscalía acusó al expresidente García ante la Corte Suprema. Sin embargo, debido a que durante su gobierno había nombrado a cinco vocales, la Corte Suprema rechazó la acusación. Entre otras instituciones bajo la influencia aprista estaban la Contraloría General de la República, el Tribunal de Garantías Constitucionales, la Superintendencia de Banca y Seguros y algunos gobiernos regionales. De esta forma, mediante el Tribunal los apristas lograron bloquear la reforma del sistema de compensación por tiempo de servicios declarándola inconstitucional. Paralelamente, García publicó un libro llamado El nuevo totalitarismo en donde criticaba a Fujimori y calificaba las políticas neoliberales como un «nuevo totalitarismo». A fines de marzo de 1992, García propuso a los políticos opositores la conformación de un frente nacional de partidos contra el «nuevo totalitarismo».

## Autogolpe de Estado

### Preliminares
Con la excusa de visitar el gimnasio de la Comandancia General del Ejército, a finales de noviembre de 1991, Fujimori se retiraba del Palacio de Gobierno para empezar a coordinar con los militares para el autogolpe. Para Fujimori, la situación con el congreso se había deteriorado de manera profunda por lo que, tras lo ocurrido con los decretos legislativos sobre la pacificación y una eventual destitución, optó por la opción del autogolpe. De esta forma, el general Nicolás Hermoza Ríos (designado como comandante general del Ejército del Perú en diciembre de 1991 gracias a las intrigas de Vladimiro Montesinos y presidente del Comando Conjunto de las Fuerzas Armadas en enero de 1992) fue encargado para mantener el orden público, mientras que la parte política quedaba a cargo de Montesinos. Se encargó a Rafael Merino Bartet, colaborador del Servicio de Inteligencia Nacional (SIN), la elaboración del mensaje presidencial.
Se fijó como fecha para la realización del autogolpe tras el regreso de su viaje a Japón en marzo de 1992. En el transcurso de dicho viaje, Fujimori no realizó alguna insinuación sobre un posible autogolpe aunque le insinuó a un funcionario japonés que iba a empeorar las relaciones con el parlamento. Sin embargo, la denuncia presentada por Susana Higuchi, entonces esposa de Fujimori, contra Santiago Fujimori, hermano del presidente, hizo que se pospusieran los planes.
El 5 de abril, por la mañana, se convocó a Manuel Delgado Parker (Panamericana), Nicanor González (América) y Samuel y Mendel Winter (Frecuencia Latina) para que sus canales televisivos pasaran el mensaje. Por la tarde se grabó el discurso y, en la noche, las tropas esperaron la señal de Hermoza para salir a las calles.

### Autogolpe
La Constitución entonces vigente (1979) preveía una eventual disolución de la Cámara de Diputados tras la negación de confianza o censura de tres consejos de ministros sucesivos:

Artículo 227: El Presidente de la República está facultado para disolver la Cámara de Diputados si ésta ha censurado o negado confianza a tres Consejos de Ministros.

Artículo 228: El decreto de disolución expresa la causa que la motiva.
Incluye la convocatoria a elecciones en el plazo perentorio de tres días, de acuerdo con la ley electoral en vigor al tiempo de la disolución.
Si el Presidente no cumple con llamar a elecciones dentro del plazo señalado o las elecciones no se efectúan, la Cámara disuelta se reúne de pleno derecho, recobra sus facultades constitucionales y cesa el Consejo de Ministros, sin que ninguno de sus miembros pueda ser nominado nuevamente para ministerio alguno durante el período presidencial.
La Cámara elegida extraordinariamente completa el período constitucional de la disuelta.
Artículo 229: El Presidente de la República no puede disolver la Cámara de Diputados durante el estado de sitio ni de emergencia.
Tampoco puede disolverla en el último año de su mandato.
Durante ese término, la Cámara sólo puede votar la censura del Consejo de Ministros o de cualesquiera de los ministros con el voto conforme de por lo menos dos tercios del número legal de diputados.

El Presidente de la República no puede ejercer la facultad de disolución sino una sola vez durante su mandato.

La noche del domingo 5 de abril de 1992, Fujimori dio un mensaje a la Nación televisado. Anunció la «disolución temporal» del Congreso de la República y la «reorganización» del Poder Judicial. En aquel mensaje diría:

Es cierto que la propia Constitución prevé los mecanismos para su modificación, pero es igualmente cierto que para que ello suceda se necesitan dos primeras legislaturas ordinarias consecutivas, lo que vendría a significar que, casi al término del presente mandato, recién contaríamos con los instrumentos legales necesarios para la reconstrucción general del Perú. Y ello si el Congreso se decide a aprobar las modificaciones necesarias, incluyendo aquéllas que son contrarias a los intereses de los propios parlamentarios, como por ejemplo, la reducción de sus emolumentos o la no-reelección.

¿Cuál es la institución o mecanismo que permitiría realizar todos los cambios profundos que a su vez hagan posible el despegue del Perú? Sin lugar a dudas ni el Parlamento, ni el Poder Judicial son hoy por hoy agentes de cambio, sino más bien freno a la transformación y el progreso.
Como presidente de la República, he constatado directamente todas estas anomalías y me he sentido en la responsabilidad de asumir una actitud de excepción para procurar acelerar el proceso de esta reconstrucción nacional, por lo que he decidido tomar las siguientes trascendentales medidas.
1. Disolver temporalmente el Congreso de la República, hasta la aprobación de una nueva estructura orgánica del Poder Legislativo, la que se aprobará mediante un plebiscito nacional.
2. Reorganizar totalmente el Poder Judicial, el Consejo Nacional de la Magistratura, el Tribunal de Garantías Constitucionales, y el Ministerio Público para una honesta y eficiente administración de justicia.
3. Reestructurar la Contraloría General de la República con el objeto de lograr una fiscalización adecuada y oportuna de la administración pública, que conduzca a sanciones drásticas a los responsables de la malversación de los recursos del Estado.

Alberto Fujimori Fujimori, 5 de abril de 1992.

Tras el mensaje, ordenó al ejército peruano que condujese un tanque hasta la escalinata del Congreso para cerrarlo. Cuando un grupo de senadores intentó mantener la sesión, se lanzaron gases lacrimógenos contra ellos. Se instauró el «Gobierno de Emergencia y Reconstrucción Nacional» y se dejó en suspenso la Constitución de 1979.

## Postrimerías

### Decreto Ley N.º 25418 y declaraciones de Fujimori
Fujimori promulgó el Decreto Ley N.º 25418, que disolvía el Congreso, otorgaba al Poder Ejecutivo todas las facultades legislativas, suspendía gran parte de la Constitución y facultaba al presidente a promulgar diversas reformas, como la «aplicación de penas drásticas» a los terroristas. Además, Fujimori declaró que el autogolpe «no era un golpe tradicional ni militar» y que el autogolpe en realidad era un «antigolpe, porque si no hubiera tomado las medidas drásticas como se han hecho seguramente que el derrocado sería quien habla, quien es el presidente de la República, por otras conjuras».

### Detenciones y dimisiones
El entonces presidente de la cámara de diputados del Poder Legislativo, Roberto Ramírez, fue detenido en su hogar, además del parlamentario César Barrera Bazán y del periodista Gustavo Gorriti. El primer ministro, Alfonso de los Heros, y el ministro de Agricultura dimitieron. Al mismo tiempo, el resto de los ministros apoyaron al gobierno de facto. Máximo San Román, entonces vicepresidente primero de la República, no apoyó el autogolpe. No se encontraba en el país en el momento de este, ya que se encontraba en Estados Unidos para observar el proceso de pacificación en El Salvador, y no fue informado de esta maniobra.

### Exilio de Alan García
Según relatara García, en la mañana del 5 de abril recibió una llamada anónima (que posteriormente se revelaría fue de Juan Carlos Hurtado Miller) que le advertía que un grupo militar había recibido órdenes de asesinarlo junto a Agustín Mantilla, ministro durante su gobierno. A pesar de ello, no le dio importancia ya que vivía en una casa con muros altos y disponía de escolta policial.
La noche de aquel día, recibió la visita de Jorge del Castillo. Mientras esperaban el mensaje de Fujimori, la escolta de García le informó que un centenar de soldados estaban rodeando la cuadra. Luego, escucharon un mensaje de los militares que les solicitaban salir en dicho momento. Ante ello, y tras saber por llamadas telefónicas que otros miembros del APRA estaban siendo intervenidos, García corrió a cambiarse de ropa y recoger un par de armas que guardaba. Mientras, del Castillo intentó ganar tiempo hablando con los militares sin abrir la puerta. Posteriormente, García realizó disparos al aire y saltó desde el segundo piso de su casa hacia la casa del vecino, para posteriormente recoger una escalera para subir un muro y llegar hacia un sitio en construcción, para después refugiarse en un tanque de agua. Por su parte, tras recibir una llamada que le indicaba que estaba fuera del alcance de los militares, del Castillo abrió la puerta, siendo detenido, encapuchado y llevado a un cuartel militar. Cinco días después, del Castillo fue liberado. García se lograría reunir con miembros de su partido y, tras nueve semanas en la clandestinidad, el 31 de mayo ingresó a la embajada de Colombia en Lima marchando posteriormente al exilio.
En 2001, Susana Higuchi, que entonces era la primera dama, confesó que había advertido a Alan García de que iba a ser víctima de un atentado contra su vida por parte del gobierno de Fujimori, supuestamente coordinado con Vladimiro Montesinos.

### Reacción del congreso y juramentación de Carlos García y García
El poder legislativo respondió al autogolpe activando las cláusulas constitucionales que permiten al Congreso destituir al presidente. Consecuencia de esto, Fujimori fue destituido. Las primeras sesiones de los parlamentarios fue en la iglesia de Virgen del Pilar. Producto de ello, decidieron esperar a San Román de su viaje. Sin embargo, debido a que aun no regresaba, algunos parlamentarios se reunieron en la casa de Lourdes Flores el 10 de abril para que Carlos García y García, segundo vicepresidente, asumiera el cargo. Tras juramentar, al día siguiente, García y García se refugió en la embajada argentina.

### Juramentación de Máximo San Román
Por Semana Santa, San Román regresó al país. El 21 de abril, San Román juró formalmente la presidencia en el Colegio de Abogados. Al salir de su casa para llegar al lugar de juramentación, fue abucheado por alrededor de 50 simpatizantes fujimoristas, además, se reportó la presencia de un policía que dirigía el tráfico, mientras tanto, en el Colegio de Abogados se encontraban 500 simpatizantes que vitoreaban: «¡San Román, presidente del Perú!». Destacados políticos apoyaron esta medida: el expresidente Fernando Belaúnde Terry y la mayor parte del Partido Acción Popular apoyaron a San Román. Por el contrario, el excandidato presidencial del FREDEMO Mario Vargas Llosa hizo un llamamiento a la insurgencia civil para derrocar a Fujimori. Sin embargo, ni los militares ni la mayoría de la población apoyaron a San Román, que nunca llegó a ser presidente de facto.
Como presidente provisional, San Román propuso la renuncia del presidente, el vicepresidente y el congreso y la realización de elecciones para una asamblea constitucional. La oposición apoyó la propuesta de San Román aunque reconociera, con ello, que era factible la modificación de la constitución vigente.

### Fricciones entre Fujimori y los Estados Unidos y la OEA
Tras el autogolpe, el gobierno de Estados Unidos, liderado por George Bush, se opuso al accionar de Fujimori, sin embargo, no reconoció a Máximo San Román ni solicitó la renuncia de Fujimori.  Estados Unidos, además de condenar el autogolpe, presionó para la elección de un nuevo congreso y aunque impulsó la democracia y los derechos humanos en Perú, con el paso del tiempo, especialmente para 1995, su posición fue perdiendo fuerza debido a su enfoque en otras crisis en la región. Según Coletta Youngers de la Oficina en Washington para Asuntos Latinoamericanos (WOLA), Estados Unidos quería evitar conflictos y centrarse en políticas económicas y de lucha contra el narcotráfico.
Mientras tanto, durante la crisis, Carlos Boloña, ministro de economía, viajó a Estados Unidos encontrando dificultades en su estadía. Ante ello, y a pedido de Boloña, Hernando de Soto organizó una llamada entre Palacio de Gobierno y la Casa Blanca, aunque Fujimori respondió que lo iba a considerar. Mientras tanto, Boloña (que tenía fricciones con el canciller Augusto Blacker y el ministro Víctor Joy Way Rojas) regresó del viaje para presentar su renuncia, pero Fujimori lo disuadió para que se quedara. Boloña entonces solicitó el cambio de cuatro ministros, entre ellos Blacker y Joy Way, a lo que Fujimori accedió.
El 13 de abril, la Organización de Estados Americanos (OEA) condenó al autogolpe y exigió al gobierno peruano la recuperación de la democracia. Fujimori tenía en mente la convocatoria de una comisión de especialistas para reformar la constitución vigente en ese entonces, hecho que encontró oposición de los Estados Unidos, que exigió el diálogo con las fuerzas opositoras. Además, los Estados Unidos criticaron la realización de un referéndum para preguntar si los peruanos estaban de acuerdo con el autogolpe. El 16 de abril, ante la condena de la OEA, Fujimori anunció su intención de convocar a un diálogo con todas las fuerzas políticas así como el plazo de un año para la normalización de la situación y el retorno a la democracia en lo que se incluía la redacción de una nueva constitución. Los Estados Unidos se mostraron en contra del plazo presentado por Fujimori ya que consideraban que un año era demasiado para el proceso además de indicar que en la elaboración de una nueva constitución debían estar presentes las fuerzas antifujimoristas. El 1 de mayo, el subsecretario adjunto de Estados Unidos, Aronson, viajó a Perú para reunirse con Fujimori. En dicha reunión, Aronson cuestionó las medidas de Fujimori y le expresó que los Estados Unidos no iban a aceptar el proceso propuesto por el mandatario porque lo consideraban antidemocrático al no incluir a las diversas fuerzas políticas. Al finalizar la reunión, Aronson le sugirió la realización de una asamblea constituyente.
Aunque luego de la reunión con Aronson, Fujimori persistió en su plazo propuesto y su oposición a la asamblea constituyente, Boloña y de Soto empezaron a cambiar la posición de Fujimori hacia una idea favorable a la convocatoria de la asamblea constituyente. Para de Soto, el cambio que se iba a realizar se debía hacer mediante una forma democrática, poniéndose en contra de Vladimiro Montesinos, que se mostraba afín al autogolpe.

### Hacia la instalación del Congreso Constituyente Democrático
Tras la retirada de Aronson, llegó una comitiva de la OEA a Lima, con el objetivo de presionar, junto a los Estados Unidos, para el retorno a la democracia. La comitiva, que permaneció entre los días 3 y 5 de mayo, trató de convencer tanto al oficialismo como a la oposición de la necesidad de una convocatoria a elecciones para una asamblea constituyente. La oposición aceptó la propuesta a cambio de la renuncia de Fujimori, a lo que Fujimori se opuso y persistió en su plazo propuesto. Debido a la situación, se previó que, para el 17 de mayo, en una reunión ad hoc de los cancilleres de la OEA la aprobación de una resolución contra el Perú para sancionarlo con la suspensión total de la ayuda económica de los países extranjeros y organismos internacionales.
Ante la situación, el gobierno japonés envió a Terusuke Terada, con una carta del primer ministro Kiichi Miyazawa, para convencer a Fujimori de una salida democrática a la situación. La visita de Terada se realizó entre el 14 y el 15 de mayo. En la reunión entre Terada y Fujimori, Terada le manifestó que, de aprobarse la resolución, la ayuda hacia el Perú iba a ser suspendida, incluso la de Japón, enfatizándole a Fujimori la necesidad de presentar una nueva propuesta de normalización en la que la oposición pudiera estar presente. Fujimori le respondió que estaba evaluando presentar una nueva propuesta para el retorno a la democracia. El 16 de mayo, Fujimori se puso en contacto con los Estados Unidos para explicarle la nueva propuesta que disponía, recibiendo su apoyo extraoficial. El 18 de mayo, Fujimori se presentó en la reunión ad hoc, planteando la realización de un Congreso Constituyente Democrático (CCD) que, además de redactar una nueva constitución, asumiera funciones legislativas y de fiscalización hasta el año 1995, aunque reiteró su idea de realizar el referéndum sobre el autogolpe. Los países miembros de la OEA aceptaron la propuesta de Fujimori sobre la realización de un congreso constituyente y redactó una resolución manifestando la disposición de la OEA de apoyar al Perú en la realización de las elecciones para la CCD.
La convocatoria a la CCD fue reconocida por la comunidad internacional como el proceso de retorno a la democracia en el Perú. Mientras tanto, la oposición se mostró favorable a la propuesta de Fujimori y lanzó un comunicado en el que manifestaba su disposición a participar en el proceso.

### Intento de contragolpe de Estado
En noviembre de 1992 se intentó dar un contragolpe de Estado a cargo del general en retiro Jaime Salinas para retornar a la democracia y entregar el mando a San Román, sin embargo, éste fue develado antes de ejecutarse.

## Opinión pública
El 7 de abril de 1992 la encuestadora Apoyo publicó un sondeo realizado en Lima, en donde el 71% de los encuestados aprobaba la disolución del Congreso Nacional y el 89% la reestructuración del Poder Judicial. El 12 de abril, otra encuesta de Apoyo, esta vez realizada a empresarios, señalaba que el 79% definía al régimen como dictatorial y el 16% como democrático. Posteriormente, Apoyo realizó en su encuesta El poder en el Perú, que en 1998 en una escala de 1 para indicar una dictadura a 7 para democracia, Fujimori tuvo la calificación de 3.53.
Una encuesta realizada por Ipsos para el periódico El Comercio en marzo de 2012 reveló que el 47% de los encuestados considera que el autogolpe fue necesario, mientras que el 38% señaló que fue una medida innecesaria. Ante la situación hipotética de que se retornara a 1992, el 50% de los encuestados señaló que desaprobaría un autogolpe.

## Reacciones

### Locales

#### En contra
Muchos políticos no reconocieron como legal y constitucional a Alberto Fujimori. Entre los más destacados se encontraban:
- Alejandro Miró-Quesada Cisneros: «Había que defender la democracia. Nosotros no nos dejamos llevar por el 80% de los limeños que estaba a favor de la disolución del Congreso».[60]
- Mario Vargas Llosa, quien se encontraba en Berlín, señaló a la agencia EFE: «Pienso llamar a todas las puertas para lograr el respaldo internacional, que permita hacer una presión fuerte y decisiva sobre los golpistas con el fin de que tengan que dar marcha atrás».[61]
- Alan García; quien tras enterarse del golpe y de escapar de su vivienda que fue rodeada por militares, pidió asilo político y se exilió en Colombia.[62]
- Fernando Belaúnde Terry no consideró el acto como democrático y apoyó plenamente al presidente San Román. Fue suya la banda que utilizó este al juramentar ante el Senado en el Colegio de Abogados de Lima.[63][64]
- Lourdes Flores Nano; quien decidió seguir con las reuniones de diputados y senadores en diversos lugares.

Los constitucionalistas Domingo García Belaúnde, Francisco Eguiguren Praeli, Enrique Bernales Ballesteros, Gastón Soto Vallenas, Jorge Power Manchego-Muñoz, José Palomino Manchego, Walter Olivari, Francisco Miró Quesada Rada, Alfredo Quispe Correa, Valentín Paniagua Corazao, César Valega García, Víctor García Toma, Francisco José del Solar Rojas y Luis Ramírez Daza condenaron el golpe de Estado y la instauración de un gobierno de facto y exigieron la liberación de los opositores privados de su libertad.

#### A favor
El constitucionalista Enrique Chirinos Soto afirmó que previo al 5 de abril de 1992, el Congreso había dado un golpe de Estado en contra de Alberto Fujimori, al aprobar la Ley N.º 25397, Ley de Control Parlamentario sobre los Actos Normativos del Presidente de la República, normativa que, según Chirinos, «recorta las funciones y atribuciones» del presidente. Por ello, Chirinos consideró que, el 5 de abril, Fujimori dio un «contragolpe». En el mismo sentido, Carlos Torres y Torres Lara sostuvo que lo realizado el 5 de abril se trató de un «contragolpe» para desarticular el «golpe» dado por el Parlamento con la «inconstitucional» ley N.º 25397.
En 2023, el Fondo Editorial del Congreso, dirigido por la fujimorista Martha Moyano, se mostró a favor del autogolpe en el libro escolar sobre la Constitución de 1993; el texto generó quejas de la Coordinadora Nacional de Derechos Humanos (CNDDHH). El autor del libro presentado en historieta, Dimas Arrieta, acusó a la editorial de involucrarse en el proceso creativo.

### Internacionales
Las reacciones internacionales al autogolpe fueron diversas: los organismos financieros internacionales retrasaron los préstamos previstos o proyectados, y el gobierno de Estados Unidos suspendió la ayuda económica al Perú (aunque no la humanitaria). Alemania y España se mostraron en contra del autogolpe. Venezuela rompió relaciones diplomáticas y Argentina retiró a su embajador. Chile se unió a Argentina para solicitar la suspensión de Perú de la Organización de los Estados Americanos (OEA). El golpe amenazó la estrategia de recuperación económica de la reinserción y complicó el proceso de liquidación de atrasos con el Fondo Monetario Internacional.

### Reacciones posteriores
En 1999, el Jurado Nacional de Elecciones recibió impugnaciones a la nueva candidatura de Fujimori por parte de la oposición, ya que se había aprobado la ley de interpretación auténtica. El político Alberto Andrade consideró que la nueva candidatura se suponía un nuevo «golpe de Estado».
En 2001, los comandantes generales de las Fuerzas Armadas y el director general de la Policía Nacional condenaron en un comunicado el autogolpe de 1992 y afirmaron que para dichas instituciones el acta de sujeción (que respaldaba el autogolpe) suscrita en 1999 «ya no representan ningún compromiso de honor».
También, en 2001, la Procuraduría Anticorrupción presentó ante el Ministerio Público una denuncia penal contra Vladimiro Montesinos, Carlos Boloña, Fernando Dianderas y tres excomandantes generales de las Fuerzas Armadas, por haber intentado planificar un nuevo golpe de Estado e instaurar un gobierno de facto. Días después, se difundió un audio en el que Montesinos planeaba ese nuevo golpe con tanques en los edificios de las principales instituciones, como el Palacio de Justicia y el Congreso.